# Президентские выборы на Украине (1999)
Президентские выборы на Украине прошли 31 октября и 14 ноября 1999 года (первый и второй тур соответственно). Голосование было назначено постановлением Верховной рады от 7 апреля 1999 года. На выборах была использована автоматизированная система Выборы’99. Традиционного разделения Украины на восток и запад на этих выборах не случилось, потому что действовавшего президента, помимо правых, поддержали центристы и некоторые левые. Первый тур не выявил победителя, в связи с чем было назначено повторное голосование, в котором приняли участие действовавший президент Леонид Кучма и лидер Коммунистической партии Пётр Симоненко; победу в нём одержал Кучма, которого поддержали жители Западной Украины, Киева, Днепропетровской, Донецкой, Житомирской, Киевской, Одесской областей Основной причиной его победы стала неспособность левых объединиться вокруг одного кандидата.

## Избирательное законодательство
В 1994 году президент Украины избирался на четыре года (то есть выборы должны были пройти в июле 1998 года), однако в соответствии с Конституцией, принятой в 1996 году, срок президентских полномочий составил 5 лет, следовательно выборы должны были пройти в последнее воскресенье октября 1999 года. Согласно новому закону 1997 года «О выборах Президента Украины» избирательным правом обладали граждане страны возрастом более 18 лет, за исключением лиц, признанных недееспособными. В отличие от закона 1993 года, который приостанавливал избирательное право для заключённых в период их нахождения в местах лишения свободы, новый правовой акт гарантировал им это право. Для кандидатов был введён ценз оседлости, согласно которому претендент в президенты должен был проживать на территории Украины в течение 10 лет до даты выборов. Голосование проходило по системе абсолютного большинства, был отменён порог явки для признания выборов недействительными (ранее он составлял 50 %). Согласно новому законодательству выборы назначались за 180 дней до момента их проведения. Президент не мог избираться на эту должность более двух сроков подряд.

## Ситуация перед выборами
29 марта 1998 года прошли выборы в Верховную раду III созыва, на которых правительство потерпело сокрушительное поражение, а лидером гонки стала Коммунистическая партия Украины, получившая 24,68 % голосов. Народный рух Украины занял второе место, блок Селянской и Социалистической партий — третье, Партия зелёных — четвёртое. «Партия власти» Народно-демократическая партия во главе с премьер-министром Валерией Пустовойтенко заняла только пятое место. Журнал «Коммерсантъ Власть» сообщил о том, что Кучма обречён на поражение. Спикером парламента стал представитель оппозиции Александр Ткаченко.
К моменту выборов на Украине наблюдалась некоторая стабилизация ситуации: была остановлена гиперинфляция и введена национальная валюта — гривна. Однако, несмотря на это, социально-экономическая ситуация оставалась напряжённой: росла безработица, тормозились необходимые реформы. Начиная с мая 1995 года, показатель доверия действовавшему президенту постепенно снижался, и к маю 1999 года уже 61 % респондентов утверждали, что не доверяют президенту.

## Начало предвыборной кампании
В сентябре 1996 года действовавший президент Леонид Кучма заявил о намерении баллотироваться на второй срок ради завершения процесса реформ на Украине, что фактически дало старт кампании. По мнению авторов статьи «Социально-политическая ситуация в Украине в сентябре 1996 года», этот шаг представлялся по меньшей мере рискованным. После этого заявления другие потенциальные кандидаты в президенты начали включаться в борьбу за пост президента. В то же время премьер-министр Валерий Пустовойтенко заявил о том, что не собирается участвовать в выборах и поддерживает Кучму в его планах на второй срок. Факт открытия избирательной кампании за три года до её формального начала давал хорошие шансы оппозиции: было время подготовиться, известен основной игрок и его команда. Тогда серьёзные позиции имел экс-премьер-министр Евгений Марчук, который ещё в конце сентября дал понять, что относит себя к числу возможных конкурентов президента на предстоящих президентских выборах. 15 декабря 1998 года во время общения с журналистами действовавший президент обозначил два пути для избирателей: продолжение экономических реформ или возвращение к коммунизму. 26 марта 1999 года один из предполагаемых кандидатов в президенты Украины Вячеслав Черновол погиб в автокатастрофе. В апреле 1999 года по заказу «Независимой газеты» были составлены рейтинги самых влиятельных политиков некоторых стран СНГ, в украинском списке первое место досталось президенту Леониду Кучме, второе спикеру Верховной рады Александру Ткаченко, третье — премьер-министру Валерию Пустовойтенко. В десятку также вошли: глава Национального банка Виктор Ющенко, лидеры парламентских фракций Пётр Симоненко, Александр Мороз и Наталья Витренко и заместитель спикера Верховной рады Виктор Медведчук. Официально президентская кампания началась только весной 1999 года, которая характеризовалась незаконными арестами агитаторов, незаконным изъятием агитационных материалов, распространением большого количества клеветнических материалов, предвзятым освещением в СМИ и вовлечением в кампанию государственных чиновников. Глава ЦИК Украины Михаил Рябец назвал предвыборную кампанию грязной, а Леонид Кучма проигнорировал дебаты с Петром Симоненко.

## Регистрация кандидатов
Кандидаты в президенты Украины могли выдвигаться политическими партиями, избирательными блоками или собраниями избирателей, численностью не менее 500 человек, обладающих избирательным правом не менее чем за 140 дней до голосования. После регистрации кандидатам требовалось собрать 1 миллион подписей (в 1994 году требовалось собрать 100 тысяч) и предоставить их в Центризбирком не позднее чем за 110 дней до выборов.
Изначально за регистрацией в ЦИК обратились 32 кандидата, однако смогли достичь цели были только 19 человек. Шестеро кандидатов (Базилюк, Габер, Кармазин, Кононов, Онопенко и Ржавский) предоставили в ЦИК подписи в последний момент. 1 августа ЦИК постановил, что эти кандидаты не собрали достаточное количество подписей и отказал им в регистрации. Всего было зарегистрировано 9 кандидатов. Незарегистрированные претенденты обжаловали решение комиссии в Верховном суде. 6 августа гражданская палата суда приняла решение в пользу кандидатов. В ЦИК сообщили, что Верховный суд рискует поставить под сомнение итоги выборов, восстановив регистрацию кандидатов, не соответствующих критериям.
Одним из кандидатов в президенты был экс-премьер-министр Павел Лазаренко, который до побега в США имел рейтинги, уступавшие лишь Кучме, однако из-за подозрения в хищениях в особо крупном размере он бежал в США, заявив о том, что он стал жертвой политических преследований со стороны украинских властей, что, возможно, было правдой. ЦИК отказал Лазаренко в регистрации. Возможным кандидатом в президенты считали экс-главу Нацбанка Вадима Гетьмана, убитого в 1998 году.
| Кандидаты, обратившиеся в ЦИК за регистрацией | Кандидаты, обратившиеся в ЦИК за регистрацией             | Кандидаты, обратившиеся в ЦИК за регистрацией | Кандидаты, обратившиеся в ЦИК за регистрацией |
| Кандидат                                      | Субъект выдвижения                                        | Статус                                        |                                               |
| --------------------------------------------- | --------------------------------------------------------- | --------------------------------------------- | --------------------------------------------- |
| Александр Филимонович Базилюк                 | Славянская партия                                         | зарегистрированный кандидат                   |                                               |
| Геннадий Викторович Балашов                   | собрание избирателей г. Днепропетровска                   | зарегистрированный кандидат                   |                                               |
| Иван Григорьевич Билас                        | Конгресс украинских националистов                         | зарегистрированный кандидат                   |                                               |
| Наталья Михайловна Витренко                   | Прогрессивная социалистическая партия Украины             | зарегистрированный кандидат                   |                                               |
| Николай Александрович Габер                   | Патриотическая партия Украины                             | зарегистрированный кандидат                   |                                               |
| Николай Петрович Гаврилов                     |                                                           | незарегистрированный кандидат                 |                                               |
| Борис Борисович Голодюк                       | собрание избирателей с. Монастырец Львовской области      | незарегистрированный кандидат                 |                                               |
| Владимир Иванович Губа                        | собрание избирателей г. Киева                             | незарегистрированный кандидат                 |                                               |
| Валентина Ефимовна Даценко                    | Всеукраинская партия женских инициатив                    | незарегистрированный кандидат                 |                                               |
| Татьяна Андреевна Задорожная                  | собрание избирателей г. Шахтёрска                         | незарегистрированный кандидат                 |                                               |
| Олег Иванович Калашников                      | собрание избирателей г. Киева                             | незарегистрированный кандидат                 |                                               |
| Юрий Анатольевич Кармазин                     | Партия защитников отечества                               | зарегистрированный кандидат                   |                                               |
| Виталий Николаевич Кононов                    | Партия зелёных Украины                                    | зарегистрированный кандидат                   |                                               |
| Валерий Александрович Коротков                | Женская народная партия (объединённая)                    | незарегистрированный кандидат                 |                                               |
| Дмитрий Александрович Корчинский              | собрание избирателей с. Погорельцы Черниговской области   | незарегистрированный кандидат                 |                                               |
| Юрий Иванович Костенко                        | Народный рух Украины                                      | зарегистрированный кандидат                   |                                               |
| Леонид Данилович Кучма                        | собрание избирателей г. Киева                             | зарегистрированный кандидат                   |                                               |
| Павел Иванович Лазаренко                      | Громада                                                   | незарегистрированный кандидат                 |                                               |
| Евгений Кириллович Марчук                     | Избирательный блок «Наш президент — Евгений Марчук!»      | зарегистрированный кандидат                   |                                               |
| Александр Александрович Мороз                 | Социалистическая партия Украины                           | зарегистрированный кандидат                   |                                               |
| Григорий Семёнович Новодворский               | собрание избирателей пгт Дашев Винницкой области          | зарегистрированный кандидат                   |                                               |
| Владимир Николаевич Олейник                   | собрание избирателей г. Кировограда                       | зарегистрированный кандидат                   |                                               |
| Василий Васильевич Онопенко                   | Украинская социал-демократическая партия                  | зарегистрированный кандидат                   |                                               |
| Михаил Антонович Павловский                   | собрание избирателей г. Хмельницкий                       | зарегистрированный кандидат                   |                                               |
| Александр Григорьевич Пухкал                  | собрание избирателей с. Николаевка Кировоградской области | незарегистрированный кандидат                 |                                               |
| Александр Николаевич Ржавский                 | «Единая семья»                                            | зарегистрированный кандидат                   |                                               |
| Марьян Иванович Рокецкий                      | собрание избирателей г. Ивано-Франковска                  | незарегистрированный кандидат                 |                                               |
| Пётр Николаевич Симоненко                     | Коммунистическая партия Украины                           | зарегистрированный кандидат                   |                                               |
| Андрей Васильевич Тараненко                   | собрание избирателей г. Киева                             | незарегистрированный кандидат                 |                                               |
| Александр Николаевич Ткаченко                 | Селянская партия Украины                                  | зарегистрированный кандидат                   |                                               |
| Геннадий Иосифович Удовенко                   | Народный рух Украины                                      | зарегистрированный кандидат                   |                                               |
| Владимир Сергеевич Юрченко                    | собрание избирателей г. Киева                             | незарегистрированный кандидат                 |                                               |

### Сбор подписей
Таблица по количеству подписей, собранных в поддержку кандидатов:
| №  | Кандидат           | Сдано подписей в ЦИК | Принято подписей | Процент принятых подписей | Участвовал(-а) в выборах        |
| -- | ------------------ | -------------------- | ---------------- | ------------------------- | ------------------------------- |
| 1  | Александр Базилюк  | 1 001 114            | 511 764          | 51,12 %                   | Да (по решению Верховного суда) |
| 2  | Наталья Витренко   | 1 115 168            | 1 012 036        | 90,75 %                   | Да                              |
| 3  | Николай Габер      | 1 176 101            | 452 662          | 38,49 %                   | Да (по решению Верховного суда) |
| 4  | Юрий Кармазин      | 1 703 991            | 848 829          | 49,81 %                   | Да (по решению Верховного суда) |
| 5  | Виталий Кононов    | 1 570 056            | 974 527          | 62,07 %                   | Да (по решению Верховного суда) |
| 6  | Юрий Костенко      | 1 823 874            | 1 336 994        | 73,31 %                   | Да                              |
| 7  | Леонид Кучма       | 1 902 689            | 1 643 486        | 86,38 %                   | Да                              |
| 8  | Евгений Марчук     | 1 619 682            | 1 368 667        | 84,50 %                   | Да                              |
| 9  | Александр Мороз    | 1 917 679            | 1 606 313        | 83,76 %                   | Да                              |
| 10 | Владимир Олейник   | 1 861 511            | 1 002 727        | 43,87 %                   | Нет (снял свою кандидатуру)     |
| 11 | Василий Онопенко   | 1 440 329            | 845 264          | 58,69 %                   | Да (по решению Верховного суда) |
| 12 | Александр Ржавский | 1 683 269            | 845 264          | 58,32 %                   | Да (по решению Верховного суда) |
| 13 | Пётр Симоненко     | 1 308 979            | 1 154 355        | 88,19 %                   | Да                              |
| 14 | Александр Ткаченко | 2 124 353            | 1 704 744        | 80,25 %                   | Нет (снял свою кандидатуру)     |
| 15 | Геннадий Удовенко  | 1 671 019            | 1 275 875        | 76,35 %                   | Да                              |

## Смерть Вячеслава Черновола

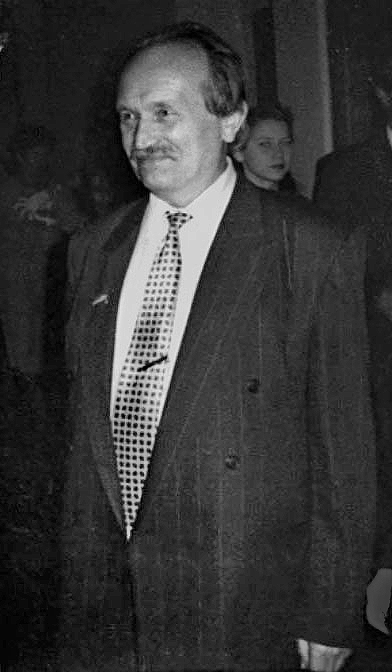
Вячеслав Черновол

25 марта 1999 года в автокатастрофе погиб лидер Народного Руха Украины Вячеслав Черновол, которого рассматривали в качестве вероятного кандидата в президенты. Изначально политик согласился с мыслью депутатов Виктора Пинзеника и Игоря Грынива по выдвижению кандидата от народно-демократического лагеря, которым должен был стать глава Национального банка Виктор Ющенко. Однако, после личной встречи с ним Черновол по словам его сына Тараса «вышел сильно раздосадованным и высказался о президентских перспективах Ющенко в довольно грубой форме».
В феврале 1999 года в высших рядах Руха произошёл раскол: часть руководства во главе с Юрием Костенко, выражавшая несогласие с результатами первого этапа IX съезда движения, открыто выступила против Черновола. 28 февраля они провели X съезд, на котором признали Костенко председателем НРУ. 7 марта в Киеве состоялся второй этап IX съезда, который рассмотрел внутрипартийную ситуацию и определил политику Движения на выборах 1999 года. Съезд подтвердил полномочия Вячеслава Чорновила как председателя движения. Основной причиной раскола партии стала чрезмерная активность Черновила перед выборами, несмотря на внешнюю демонстрацию лояльности к президенту, политик попытался провести сложную операцию, результатом которой могло стать его участие в выборах и подрыв шансов Кучмы на победу (согласно разработкам политтехнологов, именно президент должен был стать основным представителем правых). Раскол привёл к дискредитации национал-демократов и расчистил правое электоральное поле для Кучмы. Черновил не смирился с расколом и намеревался вступить в борьбу со своими бывшими соратниками. В результате в Рухе появились два возможных кандидата в президенты: Вячеслав Черновол и Геннадий Удовенко. Один из них должен был снять кандидатуру в пользу более популярного однопартийца. Позже Черновол отказался от участия в выборах в пользу Удовенко и вскоре был убит. После смерти политика «фактор Черновола» неоднократно использовался в политических играх. В ходе избирательной кампании Евгений Марчук заявил, что в его распоряжении находиться кассета с видеозаписью, на которой исполнитель преступления утверждает, что убийство лидера «Руха» было заданием Леонида Кучмы, однако в 2000 году, когда родственник Черновола потребовал эту запись, Марчук отказался давать комментарии.
В 2014 году сын политика заявил, что его отец мог предотвратить выход Кучмы и Симоненко во второй тур и последующую победу Кучмы, поэтому его смерть могла расцениваться как убийство.

## Каневская четвёрка
24 августа кандидаты Александр Мороз, Евгений Марчук, Владимир Олейник и Александр Ткаченко встретились в Каневе и заявили, что к 15 октября трое из них снимут свои кандидатуры в пользу одного. Ему планировалось передать голоса и финансы кандидатов, вышедших из борьбы. Это объединение получило название «Каневская четвёрка» (укр. Канівська четвірка). Позже стало известно, что формат четвёрки возник за несколько дней до официального оглашения и четвёртым участником был Пётр Симоненко, который позже покинул объединение опасаясь угрозы снятия своей кандидатуры в пользу другого политика, имея высокий рейтинг. Смысл объединения был в консолидации сил кандидатов против Кучмы. Марчук получил поле для манёвров, так как он мог поддержать Кучму, что гарантировало бы ему победу или Мороза, что также делало его президентом. Из-за этого кандидат растягивал переговоры.
6 сентября Кучма сказал, что Ткаченко, Мороза и Марчука объединяет то, что все из них воздержались во время голосования о привлечении экс-премьер-министра Павла Лазаренко к уголовной ответственности. По его словам, последний как раз и мог бы стать четвёртым. В ответ на это Марчук на страницах газеты «День» заявил, что Каневская четвёрка продемонстрировала принцип консолидации различных политических сил, общепринятый в европейской политике. Позже основной удар пропрезидентских сил был направлен на критику политической коалиции.
11 октября от имени участников Каневской четвёрки было заявлено, что единый кандидат определён, но его имя будет названо позже. 19 октября появилась информация о том, что Олейник и Ткаченко поддерживают Мороза, а Марчук продолжит кампанию автономно, но при поддержке других участников коалиции. 26 октября стало известно, что единым кандидатом избран Евгений Марчук, однако в штабе Александра Мороза заявили, что вопрос о снятии кандидатуры лидера социалистов с выборов ещё не решён. По плану после победы Марчука, Ткаченко становился премьер-министром, Мороз — спикером парламента, а Олейник — генеральным прокурором. Однако на следующий день после объявления Марчука единым кандидатом, лидер СПУ заявил, что не может предать товарищей по партии и будет участвовать в выборах самостоятельно, а Ткаченко снял свою кандидатуру в пользу Симоненко и обвинил Мороза в предательстве. Каневская четвёрка распалась. После краха коалиции Евгений Марчук заявил, что власти вовлекают вооружённые силы и спецслужбы в попытки подорвать оппозицию. В конце сентября — начале октября было распространено большое количество листовок, порочащих членов Каневской четвёрки и кандидата Петра Симоненко. 27 октября Олейник снял свою кандидатуру в пользу Марчука.

## Кампания Леонида Кучмы

### Предшествующие события
Во время президентских выборов 1994 года Леонид Кучма ориентировался на юго-восточный электорат и обещал дать русскому языку государственный или официальный статус. Однако, эти обязательства не были выполнены, что вызвало чувство обмана у избирателей и вылилось в низкие результаты президента в Крыму и других регионах юга и востока Украины (по сравнению с 1994 годом результаты Кучмы в Крыму, Севастополе, Луганской, Донецкой и Одесской областях упали на 46, 42, 47, 26 и 14 % голосов соответственно). В течение президентского срока глава государства полностью переориентировался на Западную Украину и стал восприниматься на востоке как «прозападный» политик. Социологические опросы стали фиксировать снижение доверия к Кучме ко второму году его правления. К 1998 году кредит доверия был практически исчерпан, особенно в регионах юга и востока Украины.

### Начало кампании (1996—1999)
Кучма заявил о намерении баллотироваться на второй срок в сентябре 1996 года для завершения процесса реформ на Украине. В ноябре 1997 года властями Украины было принято решение об отмене перехода Крыма на московское время, что спровоцировало активизацию противостояния центра и автономии и перебоям с подачей электроэнергии, воды, газа и тепла; вследствие этого рейтинг президента на полуострове снизился. Из-за на тот момент низких рейтингов Кучмы многие «друзья» президента покинули лагерь его сторонников, считая что рассчитывать на победу невозможно.
В декабре 1998 года состоялся первый этап IV съезда Народно-демократической партии, в ходе которого было принято решение о создании платформы, на основе которой партия согласилась бы поддержать президента в переизбрании на второй срок. Таким образом, организация соглашалась поддержать Кучму при условии выполнения им их программы. Однако это было воспринято президентом как ультиматум и вызвало бурю негодования в окружении главы государства, Кучма заявил, что не собирается договариваться ни с кем, кроме народа. К этому времени роль НДП в жизни страны резко уменьшилась и партия не могла стать серьёзным союзником в борьбе за президентство. Позже лидер партии Анатолий Матвиенко выступил с критикой президента и власти, а затем вышел из партии. Новым главой партии стал Валерий Пустовойтенко, который сразу же выступил с инициативой создания широкой коалиции для поддержки Кучмы на выборах — Всеукраинского объединения демократических сил «Злагода». Сопредседателями объединения «Злагода» стали Леонид Кравчук, Иван Плющ и Валерий Пустовойтенко. В Донецкой области была создана организация «ЗЕВС» — «За единство, возрождение и согласие», также поддерживающую Кучму и возглавляемую Виктором Януковичем.
В конце 1998 года президенту были предложены несколько вариантов стратегии избирательной кампании, из которых он выбрал копию выборов президента России 1996 года, что подразумевало представление Кучмы как лидера, ведущего страну к процветанию, а его конкурента-коммуниста — как сторонника реставрации советского строя. Ещё до официального начала кампании оппозиция резко критиковала главу государства за прозападную политику. Некоторыми исследователями образ Кучмы в кампании связывался с политикой непостоянства. В тот период президента обвиняли в некомпетентности, слабохарактерности и противоречивости принимаемых решений.
30 июня ЦИК зарегистрировал действовавшего президента одним из первых, выдвинутого на высший государственный пост собранием избирателей города Киева и партиями коалиции «Злагода». Первой из партий, выдвинувших Кучму была СДПУ (о) по инициативе Виктора Медведчука.
Во время избирательной кампании Кучма был поддержан блоком партий «Наш выбор — Леонид Кучма!».

### Предвыборная программа
В предвыборной программе президент в качестве своих достижений приводил сохранение гражданского мира в стране, принятие Конституции, вступление в Совет Европы, заключение Договора о дружбе и сотрудничестве с Россией, введение национальной валюты. В качестве программы действий Леонид Кучма предлагал введение двухпалатного парламента, проведение судебной реформы, переход к профессиональной армии, создание 1 миллиона рабочих мест, увеличение доходов населения в 1,6 раз, борьба с бедностью, развитие украинского, русского и других языков, утверждение основ гражданского общества и укрепление среднего класса.

### Избирательные штабы

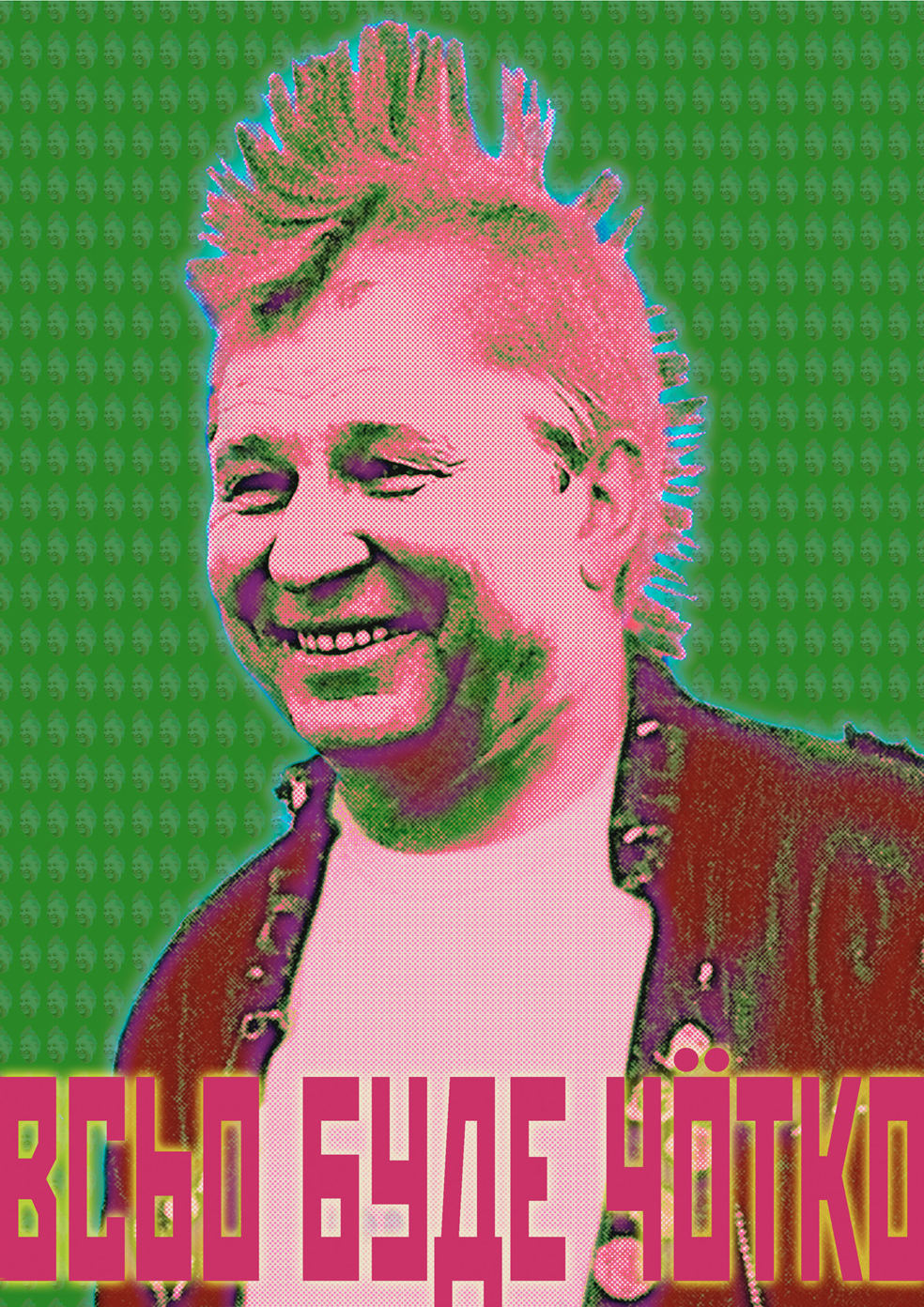
Предвыборный плакат Леонида Кучмы

На Кучму работали сразу несколько избирательных штабов, носившие технологический характер и действовавшие как благотворительные фонды. Первый штаб возглавлял Александр Волков, который возложил создание стратегии президентской кампании на политологов Олега Рафальского и Юрия Левенца. Для обеспечения деятельности этого штаба был создан благотворительный фонд «Социальная защита», который возглавил бизнесмен Юрий Назаренко. За короткий промежуток времени фонд развернул свои структуры во всех регионах Украины, в системе работали более 30 тысяч человек, ведущие агитационную работу, собирающие и систематизирующие информацию и распространяющие полиграфическую информацию. Штаб Волкова стал центром, куда стекалась информация с мест и основные предложения и вклады от бизнесменов. Второй штаб курировался депутатами Виктором Пинчуком и Андреем Деркачом, в распоряжении которых находились телеканалы. Также во второй штаб входили российские политтехнологи Тимофей Сергейцев, Дмитрий Куликов и Искандер Валитов, последний курировал проект «Врачи за Кучму». Пинчук реализовал проект «Уличное телевидение», который также сыграл свою роль в кампании. Третий штаб действовал на базе Всеукраинского объединения демократических сил «Злагода» (сопредседатели Л. Кравчук, И. Плющ, В. Пустовойтенко). Эта общественная организация была создана по принципу коллективного (политические партии, общественные организации) и индивидуального членства. Деятельность объединения широко освещалась центральными и региональными средствами массовой информации. К концу избирательной кампании «Злагода» насчитывала более 400 тыс. индивидуальных членов. В качестве коллективных членов в объединение «Злагода» входили, в частности:: Аграрная партия Украины, Либеральная партия Украины, Либеральная партия Украины (обновлённая), Народно-демократическая партия, Межрегиональный блок реформ, Партия мусульман Украины, Партия «Демократический союз», Республиканская христианская партия, Социал-демократическая партия Украины (объединённая), Консервативная партия Украины и др. Именно штаб «Злагоды» играл роль официального представителя кампании Кучмы. Ещё одним штабом Кучмы руководили Виктор Медведчук и Григорий Суркис, однако существует мнение о несамостоятельности этого штаба и его работе совместно с А. Волковым и В. Пустовойтенко. Медведчук часто принимал участие в блокировании чрезмерных инициатив антипрезидентской части парламента, в том числе и во время обсуждения нового закона о выборах президента и поправок к нему. Работа штабов была организована профессионалами с соблюдением дисциплины и конфиденциальности. В октябре 1999 года в газете «День» появилась статья журналиста Вячеслава Якубенко в которой он раскрыл внутренности проекта «Социальная помощь», эксперты восприняли это как рекламу штаба. Во время кампании Кабинет министров оказывал поддержку президенту.
Политтехнологами использовалась тактика распыления левого электората путём участия в выборах большого количества кандидатов. Одним из методов агитации за Кучму были выступления психологов, ставивших диагнозы оппонентам президента, на телевидении и в статьях. Активно использовалась визуальная реклама на телевидении, которая была главным элементом кампании. Основной ролик президента был сделан в форме социальной рекламы, показываемый бесплатно по большинству телеканалов, в котором поднимался вопрос войны. В другой рекламе ребёнок строил домик из кубиков жёлтого и голубого цвета, а голос за кадром говорил «Не мешайте ему достроить». Политтехнологами использовалась тактика распыления левого электората путём участия в выборах большого количества кандидатов.
Деятельность избирательных штабов Кучмы активизировалась с лета 1999 года, когда в регионы практически открыто стали идти указания по тотальной поддержке президента. Был задействован административный аппарат, органы власти открыто вели агитацию за Кучму. Сам кандидат активно вникал в деятельность штабов и постоянно требовал отчётов об их деятельности.

### Ход кампании

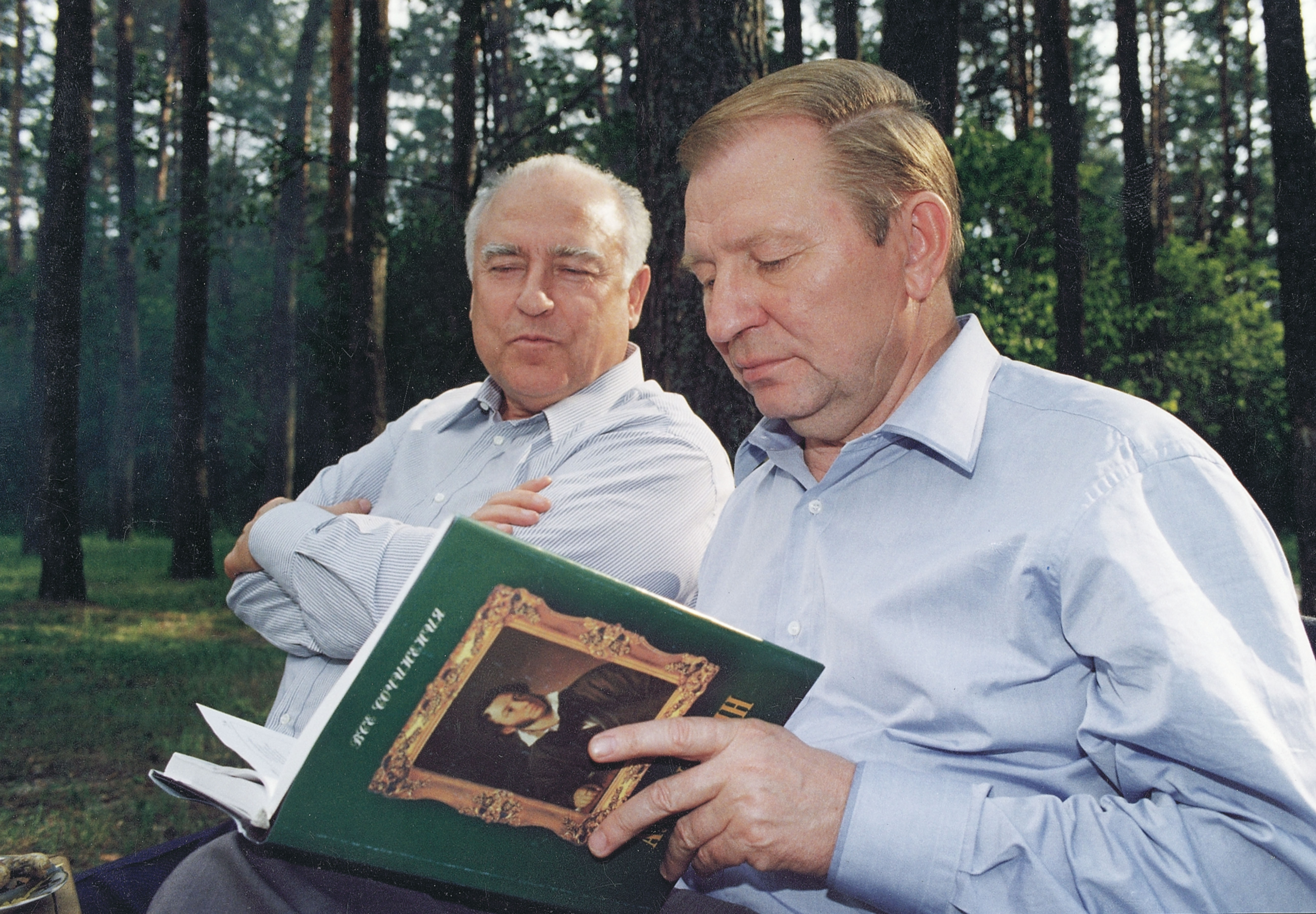
Виктор Черномырдин и Леонид Кучма (август 1999)

Кучму поддержали как западные страны так и Россия, со стороны последней имело место отсутствие критики президента со стороны власти во время кампании в обмен на более тесное сотрудничество на международной арене. По данным опросов, электорат Кучмы состоял из сторонников умеренных отношений с Россией и либерализма в роли государства в экономике, в основном его поддерживали люди с доходом меньше среднего, наиболее обеспеченная часть общества собиралась голосовать за Марчука или против всех. 22 сентября член Каневской четвёрки и председатель Верховной Рады Александр Ткаченко внёс постановление в парламент о снятии ЦИК кандидатуры Кучмы за неконституционное использование его должности в предвыборной кампании. 12 ноября в Киеве тысячи людей собрались на демонстрацию в поддержку Кучмы, разбив Берлинскую стену из поролона, чтобы показать свою антипатию к возвращению коммунизма. Перед выборами глава СБУ Леонид Деркач заявил, что против президента готовился теракт, предотвращённый правоохранительными органами.
Наиболее предпочтительным исходом первого тура для Кучмы был выход во второй тур с Симоненко или Витренко, на победу над ними у него было больше шансов, меньше шансов президент имел на победу в повторном голосовании над Александром Морозом, который мог собрать все голоса левого протестного электората.
За десять дней до выборов останки гетмана Мазепы были перевезены из Румынии в Украину, что дало власти дополнительные голоса националистического электората. В последний день до первого тура Кучма выразил надежду на победу в первом туре, обосновав это отсутствием лишних бюджетных денег на проведение второго тура, однако эта надежда не оправдалась. В ходе кампании президент неоднократно повторял, что после выборов страна увидит совсем другого Кучму.

### После первого тура
По итогам первого тура Кучма получил 36,5 % голосов, что фактически стало победой технологий политтехнологов. После первого тура в отставку подали губернаторы регионов, избиратели которых проголосовали за Петра Симоненко и Александра Мороза. Ушли с постов главы Полтавской (Александр Колесников), Винницкой (Дмитрий Дворкис) и Кировоградской областей (Валерий Кальченко). Полтавский губернатор мотивировал это решение тем, что он «не смог выполнить задание, которое перед ним поставили президент и премьер-министр» (в первом туре в области победил Мороз). В последующие дни в отставку подали ещё 11 руководителей регионов. В заявлениях об отставке чиновники намекали на то, что эти решения связаны с низкими показателями действующего президента в их регионах. Губернаторы Николаевской (Николай Круглов) и Львовской (Михаил Гладий) областей напротив, были переведены на более высокие должности в Киев. Процесс смены губернаторов с целью усиления позиций Кучмы продолжался на протяжении всей кампании.
Перед вторым туром избирательным штабом президента проводилась скоординированная кампания по агитации чиновников за Кучму и против Петра Симоненко. СМИ не выполняли обязательства по непредвзятому освещению кандидатов и их кампаний. Велась активная антикоммунистическая агитация, в Киеве, где ожидалась низкая явка избирателей во все почтовые ящики была положена фальшивая повестка в военкомат с перечнем вещей, которые необходимо взять с собой в Чечню в случае победы Симоненко. Также перед вторым туром Кучма назначил Марчука на пост секретаря Совета Нацбезопасности, что принесло ему 10 % голосов его сторонников и создал официальный сайт в сети Интернет. За день до выборов Кучма заявил, что его главной задачей в случае победы станет радикальная реформа экономики. В итоге он одержал победу во втором туре. Основной причиной победы стала неспособность левых объединится вокруг единого кандидата и поддержка Кучмы со стороны Марчука, чьи голоса оказались решающими. По итогам выборов президент получил наибольший процент голосов в тех регионах, где он проиграл на предыдущих. По данным газеты «Аргументы и факты» главным российским «вдохновителем и организатором победы» Кучмы был Борис Березовский.

### Критика
28 октября 1999 года газета The New York Times раскритиковала выборы, назвав их политической и демократической катастрофой, характеризующуюся фальсификацией кампании, распространением фальшивых листовок и игнорированием соперников Кучмы крупными телеканалами. Николай Томенко заявил, что кампания была самой грязной за всю историю современной Украины. Энциклопедия Britannica отмечала сильный уклон в пользу президента в телевизионном освещении выборов. За использование финансов и государственного аппарата для президентской кампании Кучма получил предупреждение со стороны Совета Европы. В отчёте ОБСЕ сообщалось о ведении агитацию за Кучму со стороны чиновников, фиксации в 8 регионах случаев призыва избирателей голосовать за президента со стороны губернаторов. Также, по данным ОБСЕ, в Виннице сотрудники милиции раздавали агитаторам плакаты в поддержку президента Кучмы, а во Львове сотрудники правоохранительных органов выселили агитаторов одного из кандидатов из их штаба за две недели до дня выборов.
После выборов посол России на Украине Иван Абоимов обвинил Кучму в том, что он победил благодаря антироссийской риторике в своей предвыборной кампании. По словам дипломата, президент не стеснялся «распространять сведения, не соответствующие действительности». В качестве примера было приведено высказывание Кучмы о том, что в 1991 году Россия изъяла из Сбербанка Украины 150 млрд рублей. Иван Абоимов заявил, что, используя антироссийскую риторику, президент добивался двойного результата — закреплял прозападные настроения и снижал рейтинг левых, сторонников сближения с Россией.

## Кампания Петра Симоненко

### Выдвижение и программа

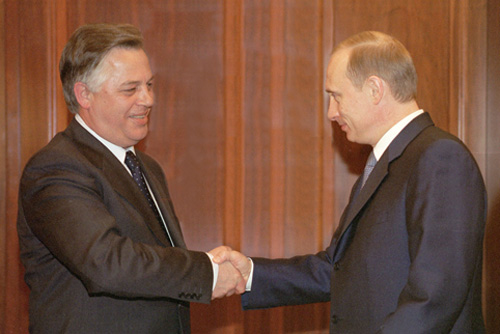
Пётр Симоненко и Владимир Путин (Москва, 2002)

Пётр Симоненко был выдвинут на пост президента Украины Коммунистической партией страны по итогам съезда КПУ, прошедшего в середине мая 1999 года. Был зарегистрирован 19 мая 1999 года. Помимо Симоненко, в кампании хотел участвовать лидер Крымского рескома Леонид Грач, в мае 1998 года избранный председателем парламента региона. В предвыборной программе содержалась критика политики Кучмы, в частности его президентство называлось владычеством, выдвигались обвинения в доведении экономики Украины до критического предела, увеличении безработицы, усилении люмпенизации общества, подчинении внешней политики Западу. Основными тезисами программы кандидата было восстановление социалистического пути развития, поднятие промышленного и сельскохозяйственного производства до уровня 1990 года за 5 лет, ликвидация безработицы, начало планомерного снижения цен и тарифов на товары и услуги, введение государственного регулирования цен на основные продукты питания, потребительские товары первой необходимости, лекарства, жилищно-коммунальные и транспортные услуги и предоставление русскому языку статуса государственного. Симоненко предлагал отказаться от либерализации экономики, гарантировал государственную поддержку базовым отраслям промышленности, прекращение приватизации и снижение налоговых ставок и ликвидация теневой экономики. Предлагалось также отказаться от вступления в НАТО. Симоненко допускал возможность объединения России и Украины путём референдума.

### Ход кампании
Главной проблемой кампании Симоненко было отсутствие понимания политических технологий, сами политтехнологи практически не работали с кандидатом. Также проблемой была катастрофическая нехватка поддержки со стороны молодёжи. Окружение Петра Симоненко составляли экс-секретарь ЦК КПУ Станислав Гуренко, депутат парламента Георгий Крючков и ещё ряд членов фракции КПУ в Верховной раде. Незадолго до президентских выборов глава партии провёл частичную ревизию идеологии, превратив партию в неомарксистское политическое образование. Были существенно пересмотрены позиции партии по отношению к религии и к частной собственности. Коммунисты активно выступали за сближение с Россией, особенно в экономическом плане и выступали за предание русскому языку статуса государственного. Ко времени выборов они уже не пользовались реставраторской идеологией и не акцентировали внимание на вопросах воссоздания СССР. Через две недели после создания Каневской четвёрки Симоненко объявил о окончательном намерении идти на выборы самостоятельно.
Перед первым туром выборов с кандидатом встретился руководитель аппарата ЦК КПРФ Валентин Купцов, который рекомендовал ему уйти на второй план, уступив дорогу Каневской четвёрке, или вовсе снять свою кандидатуру, чтобы получить кресло премьер-министра в новом правительстве, однако съезд КПУ запретил ему снимать кандидатуру в пользу другого кандидата. Несмотря на это, перед выборами Симоненко согласился сняться в пользу Мороза, но при условии снятия с выборов кандидатуры Марчука. Председатель Верховной рады Александр Ткаченко выразил сожаление в связи с неприсоединением к Каневской четвёрке лидера коммунистов. По его словам, с его поддержкой президент был бы избран в первом туре.

### После первого тура
По итогам первичного голосования, Симоненко, чей рейтинг на протяжении кампании составлял 12—16 %, вышел во второй тур вместе с Леонидом Кучмой, получив 22,2 % голосов. Менее чем за неделю до повторного голосования левые силы во главе с КПУ провели в Киеве митинг, на который собралось около 4500 человек. Перед вторым туром Евгений Марчук назвал лидера компартии ставленником Кучмы, по его версии в случае совместного выхода во второй тур, лидер коммунистов пропустит главу государства в президенты, а потом сторонники Кучмы в парламенте поддержат Симоненко при баллотировке в спикеры Верховной рады. По итогам второго тура Симоненко проиграл, набрав 37,8 %. В дальнейшем он участвовал в выборах 2004, 2010 и 2014 годов, однако уже не добивался таких результатов.

## Кампания Александра Мороза

### Предшествующие события
Лидер Социалистической партии Украины Александр Мороз традиционно считался главным конкурентом Кучмы. Первые противоречия между двумя политиками начались ещё в 1994—1995 годах и перешли из межличностных отношений в «войну брендов». К 1999 году Мороз не был носителем крайне левой идеологии, в течение времени он превращался в лево-центриста. Этим переменам содействовали его контакты с лидером Социал-демократической партии Украины Юрием Буздуганом и его женой Светланой Скоморощенко, которая обеспечила ему связи с европейскими социал-демократами. После этого Мороз начал говорить о европейском векторе.

### Выдвижение и программа

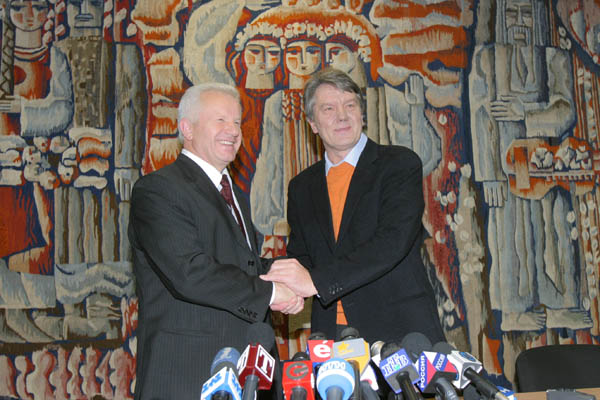
Александр Мороз и Виктор Ющенко (2004)

Александр Мороз был выдвинут на пост президента Социалистической партией Украины и зарегистрирован Центризбиркомом 19 мая 1999 года. Предвыборная программа кандидата называлась «Манифест нового курса Украины». В тексте существовавший режим называли «бандократией» и сообщали, что спасением для Украины будет отстранение от власти Леонида Кучмы. Предлагалось строительство народной экономики на рыночных началах, возобновление эффективного производства, уничтожение диктата мафиозных клановых сил, получение каждым трудоспособным человеком работы и достойной зарплаты, решение языковой проблемы и снижение тарифных платежей.

### Ход кампании
31 мая на встрече с региональными журналистами Мороз обвинил власть в подкупе СМИ со стороны власти и впервые упомянул об информационной блокаде в предвыборной Украине, неделю спустя он обвинил Администрацию президента Украины в блокировке его предвыборной кампании, путём создания помех при сборе подписей в его поддержку. В пользу Мороза играла его последовательная оппозиционность по отношению к Кучме, преданность левой идее и личные качества. Команда кандидата пыталась приложить максимум усилий, чтобы создать в его лице главную альтернативу Кучме. Окружение Кучмы, в свою очередь пыталось не допустить выхода Мороза во второй тур, так как он мог реально бороться за пост президента во втором туре и имел большие шансы на победу, чем Симоненко из-за менее радикальной позиции и по данным опросов 1998 года мог выйти в повторное голосование. Однако его союз с Каневской четвёркой и скандальный финал этого объединения нанесли ущерб имиджу лидера Социалистической партии и снизили его шансы на победу. Несмотря на поиски, команда президента так и не смогла найти эффективный компромат относительно социалиста. Мороз стал быстро набирать популярность даже на Западе Украины, где у него появились свои сторонники, в том числе из числа молодёжи. Окружение Мороза изначально определило объединение патриотических сил без идеологического различий как один из инструментов достижения результата. На базе Социалистической партии было создано предвыборное народно-патриотическое объединение «Правда против силы», в которое помимо партии социалистов вошли Социал-демократическая партия Украины, Социалистический конгресс молодёжи и несколько профсоюзных организаций.
После покушения на Наталью Витренко, в ходе расследования которого в число подозреваемых попали люди из окружения кандидата, рейтинг Мороза упал, но позже вернулся к прежним значениям. По мнению депутата Верховной рады Николая Лавриненко покушение было провокацией против Мороза.
Во время кампании от имени социалиста неизвестными распространялась «беспроигрышная лотерея». Перед выборами газета «Сільські вісті» опубликовала новый номер, вышедший тиражом в один миллион экземпляров, в котором содержалась порочащая Мороза информация. Позже стало известно, что настоящая редакция газеты не имела отношения к выпуску номера, который оказался подделкой.
После распада Каневской четвёрки кандидат не успевал вести собственную кампанию, в этот момент многие потеряли надежду на выход лидера социалистов во второй тур и пытались срочно переориентироваться. Выход из коалиции Евгения Марчука лишал лидера социалистов шансов на победу, за несколько дней до выборов стало понятно, что Мороз не выйдет во второй тур. Многие сторонники кандидата проголосовали за Симоненко в знак протеста против союза с националистами, поддерживающими Евгения Марчука. Основными избирателями Мороза были люди старшего поколения. На завершающем этапе кампании с кандидатом стали сотрудничать некоторые лидеры национал-демократов. В итоге Мороз занял третье место и поддержал коммуниста во втором туре. Существует мнение, что в первом туре голосование фальсифицировалось в пользу Симоненко, чтобы не допустить выхода кандидата во второй тур и его победы над Кучмой. После подведения итогов голосования Мороз эмоционально заявил, что на Украине не всё население дозрело до народа и сравнил часть избирателей с баранами.

## Кампания Натальи Витренко

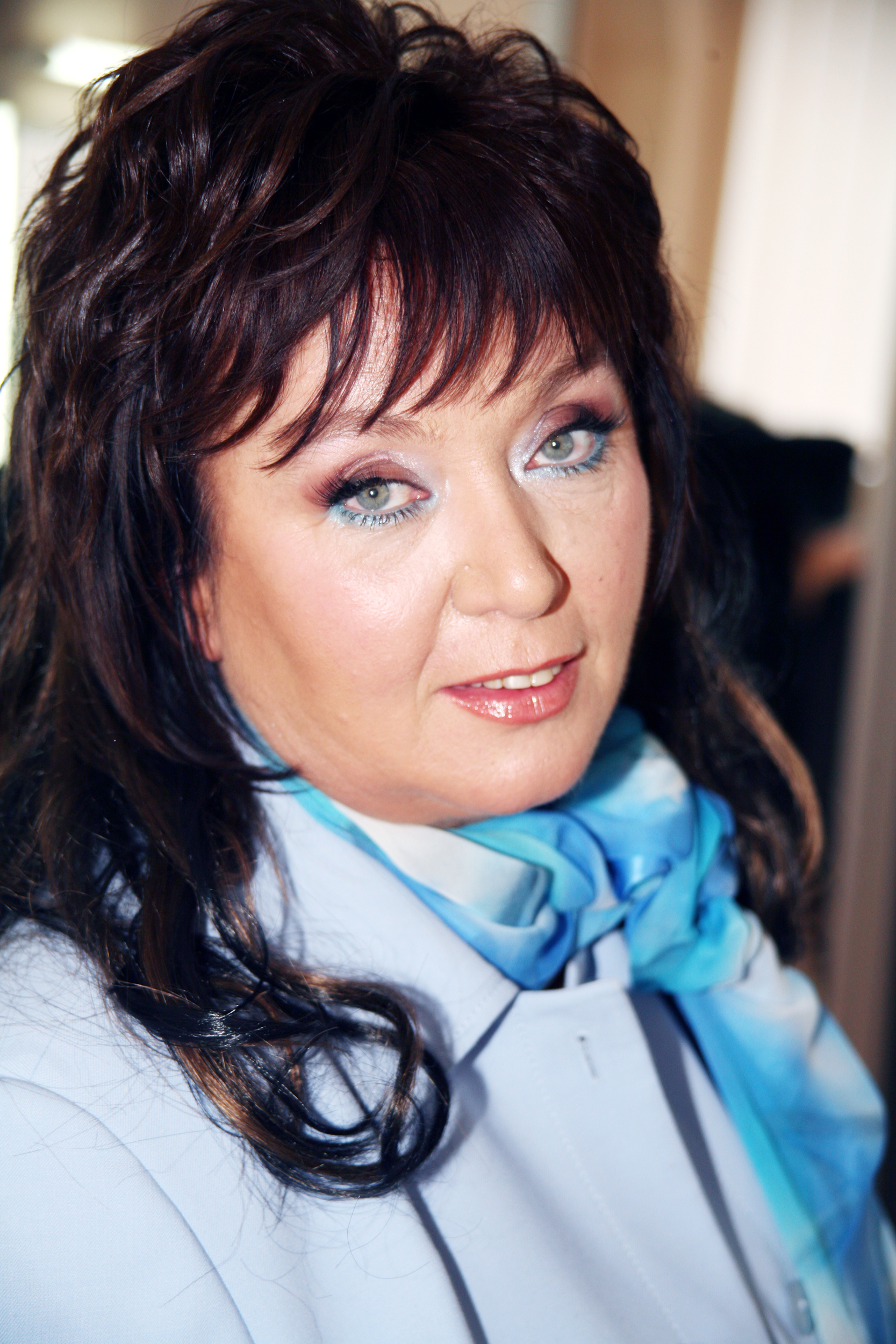
Наталья Витренко

### Выдвижение и программа
Наталья Витренко была выдвинута на пост президента Прогрессивной социалистической партией и зарегистрирована 20 мая. Она была самым радикальным претендентом из всех кандидатов, имеющих шанс на успех. В 1996, 1997 и 1998 годах по данным социологических опросов Социс-Гэллап, Витренко становилась «Женщиной года». В предвыборной программе кандидата предлагалось осуществление реформы банковской системы, ввести фиксированные цены на энергоносители, гарантировать право на труд, обеспечить интенсификацию сельскохозяйственного производства и защищать материнство и детство. Помимо этого, она обещала выгнать МВФ из Украины и отправить реформаторов из правительства на урановые рудники.

### Ход кампании
На определённом этапе кампании кандидат заручилась поддержкой некоторых влиятельных журналистов, в частности, в её пресс-службе работал журналист Георгий Гонгадзе. Политтехнологи, работавшие на Леонида Кучму отводили Витренко роль человека, оттягивающего голоса электората Мороза.
2 октября 1999 года в Кривом Роге группу сторонников кандидата забросали гранатами двое неизвестных, в чего пострадало более 30 человек, 18 из которых были доставлены в больницу и один погиб. По сообщению МВД Украины, к событию был причастен Сергей Иванченко, связанный с Александром Морозом, политические наблюдатели оценили это как провокацию, направленную на раскол левого электората. После покушения Витренко заявила, что в прессе отсутствует реальная свобода и заявляла о намерении исправить это в случае победы. До теракта лидер ПСПУ была наиболее последовательным и непримиримым публичным оппонентом Мороза.
По данным социологических исследований Витренко могла выйти во второй тур с Кучмой, к сентябрю её рейтинг составлял 23 % против 30 % у президента, однако по итогам первого тура она заняла четвёртое место, набрав 10,97 % голосов.

## Кампания Евгения Марчука

### Выдвижение и программа
Евгений Марчук был выдвинут на пост президента избирательным блоком партий «Наш президент — Евгений Марчук» (в избирательный блок входила Украинская республиканская партия, Украинская селянская демократическая партия, Христианско-народный союз и Социал-демократический союз) и зарегистрирован 21 мая 1999 года. Помимо вышеупомянутых партий его кандидатуру также поддержала Украинская республиканская партия, Конгресс украинских националистов и Социал-демократический союз. В предвыборной программе кандидат обещал навести порядок в стране, поддерживать экономическую инициативу, хозяйственную предприимчивость, ликвидировать мафиозные группировки, возвращение государственных долгов населению, защитить малый и средний бизнес.

### Ход кампании
Одним из лозунгом кампании Марчука была фраза «Порядок через год — или моя отставка». Помимо этого, многие бывшие диссиденты также оказали поддержку Марчуку. Имиджмейкеры, работавшие на кандидата пылатись раскрутить идею, что Марчук представляет собой «третью силу» украинской политики. 6 февраля 1999 года по инициативе кандидата было создано объединение в его поддержку под названием «Народная солидарность», затем возникло объединение граждан «В XXI век — с Евгением Марчуком». После покушения на Витренко Марчук заявил, что в событии имел место быть политический подтекст и организатор покушения был больше заинтересован не в нейтрализации самой Витренко, а в том, чтобы произвести соответствующий эффект на окружающих. Осенью 1999 года Марчук первым в украинской политике попробовал новый метод общения с народом: посредством открытых писем. Избиратели начали получать в свои почтовые ящики листы бумаги формата А4 с подписью Марчука и с его обещаниями. Ближе к концу предвыборной кампании Марчук потерял свой оппозиционный запал. Александр Мороз в одном из интервью позже сказал о том, что Марчук мог выполнять чей-то заказ: «Я не хочу утверждать того, что не могу документально подтвердить, но имею основания думать о внешнем влиянии на перемену взглядов Евгения Кирилловича». В первом туре Марчук занял пятое место, набрав около 8 % голосов. Перед повторным голосованием он поддержал Леонида Кучму в обмен на должность секретаря Совета безопасности Украины.

## Кампания Александра Ткаченко

Александр Ткаченко

Спикер Верховной рады Александр Ткаченко до последнего момента отказывался баллотироваться на пост президента, неизменно повторяя это на пресс-конференциях. При этом, он смог сформировать серьёзную бизнес-группу, начал создавать своё собственное политическое окружение и превратился в серьёзного политического игрока. В 1991 году Ткаченко также выдвигался на пост президента, но незадолго до голосования снял свою кандидатуру в пользу Леонида Кравчука. Спустя два дня после пресс-конференции, на которой Ткаченко опроверг слухи о своём готовящемся выдвижении, он сделал это, что стало неожиданностью.
Ткаченко был выдвинут на пост президента Украины Селянской партией и зарегистрирован ЦИК 3 июня 1999 года. Предвыборная программа была разработана под руководством кандидата и называлась «Национальная программа возрождения Украины». В начале программы содержалась критика действовавшего положения дел в стране. Возрождение предлагалось осуществлять в три этапа: в течение первого (2000—2002) планировалось прекратить спад производства и повысить уровень жизни населения, в течение второго — достижение объёмов производства и предоставления услуг уровня 1991 года, в течение третьего — переоборудовать экономику и агропромышленный комплекс.
24 августа Ткаченко вместе с другими кандидатами объявил о создании Каневской четвёрки для объединения сил против Кучмы. Сначала Ткаченко и Олейник поддержали кандидатуру Александра Мороза, а Марчук продолжил кампанию автономно, с поддержкой участников коалиции. Позже единым кандидатом стал Марчук, согласно соглашению в случае его победы Ткаченко становился премьер-министром, однако Мороз отказался сниматься с выборов. Четвёрка распалась. В итоге Ткаченко обвинил лидера СПУ в предательстве и снялся с выборов в пользу Симоненко, гарантировав ему выход во второй тур.

## Кампании остальных кандидатов
Геннадий Удовенко
Геннадий Удовенко был выдвинут на пост президента от Народного руха Украины и получил отказ в регистрации от ЦИК 19 мая 1999 года, однако 21 числа того же месяца Центризбирком принял решение о регистрации кандидата. Предвыборная программа Удовенко состояла из шести основных тезисов: «Развитая экономика — основа благосостояния», «Сильное государство защищает своих граждан», «На страже национальных интересов», «Украина в мире», «Будущее — за образованной и культурной нацией» и «Гражданин—Нация—Государство». Во всех пунктах, кроме последнего выдвигалась определённая цель и описывались действия, необходимые для её достижения. Кандидат возглавил Рух после смерти Вячеслава Черновола, однако ему не хватало ни многих качеств предшественника, ни понимания механизмов функционирования партии. Никто не воспринимал всерьёз потенциальных возможностей Удовенко в качестве кандидата в президенты. Многие коллеги политика по партии тайно поддерживали других кандидатов. Деятельность штаба Удовенко была направлена на превышение результата лидера Украинского народного руха Юрия Костенко. В итоге Удовенко получил 1,22 % голосов.
Юрий Костенко
Юрий Костенко был выдвинут на пост президента собранием избирателей города Киева, но получил отказ в регистрации 21 мая 1999 года, однако позже ЦИК разрешил ему участвовать в выборах. Предвыборная программа состояла из списка действий кандидата и его команды на посту президента. Для получения активной поддержки со стороны избирателей Костенко не хватало харизматичности и известности. Участие в выборах стало возможностью «засветиться» в политике для кандидата, а также организовать электоральную дуэль с конкурентами из Руха. На протяжении кампании Костенко и Удовенко всячески конфликтовали с Евгением Марчуком, в западных регионах через структуры этих кандидатов велась наиболее масштабная контрагитация против политика. По итогам выборов Костенко получил 2,17 %.
Виталий Кононов
Виталий Кононов был выдвинут на пост президента Украины Партией зелёных Украины после съезда и зарегистрирован ЦИК 28 мая 1999 года. В предвыборной программе кандидат выступал за внеблоковый статус Украины, соблюдение «активного нейтралитета» в международных отношениях, экологическую безопасность, частную собственность и реформу власти. По некоторым данным, главным финансистом кампании стал бизнесмен Игорь Воронов. Своё участие в выборах Кононов объяснил намерением повысить рейтинг Партии зелёных и привлечь внимание общества к экологическим проблемам. Существует мнение, что реальной причиной этому была одна цель: иметь повод не поддерживать Кучму ещё на первом этапе выборов и таким образом остаться в глазах большинства избирателей нейтральной политической силой. По итогам выборов Кононов набрал 0,29 % голосов.
Александр Базилюк
Александр Базилюк был выдвинут на пост президента Украины Славянской партией и зарегистрирован 24 мая 1999 года. Предвыборная программа кандидата была опубликована на сайте ЦИК на русском языке, в ней кандидат призывал вернуться к традиционным славянским ценностям, интеграции в союз России и Беларуси, осознать, что главную опасность миру несёт стремление США и НАТО к мировому господству и закрепить равноправие русского и украинского языков на законодательном уровне. В ходе кампании Базилюк пытался обратиться к русскоязычным избирателям, особенно на востоке Украины. Апеллируя к неразрывности российско-украинских связей, он пытался сыграть на чувствах ностальгии. Также Базилюк добивался присвоения русскому языку статуса государственного и призывал к культурному и политическому сближению с Россией. Кандидат попытался выступить на целевой пророссийской платформе, несмотря на её шаткость, проявившуюся на парламентских выборах 1998 года. С технологической точки зрения для Кучмы участие Базилюка в выборах было выгодно так как он и Симоненко пытались вести игру в одной нише. В итоге кандидат занял предпоследнее место, получив 0,14 % голосов.
Владимир Олейник
Владимир Олейник был выдвинут на пост президента собранием избирателей города Кировограда и зарегистрирован Центризбиркомом 20 мая 1999 года. Предвыборная программа кандидата состояла из десяти пунктов. С самого начала кампании он воспринимался как несамостоятельная фигура, многие считали его человеком Евгения Марчука. В 1998 году Олейника переизбрали на должность мэра Черкасс и избрали президентом Ассоциации городов Украины. В начале президентской кампании кандидат попытался аккумулировать потенциал городского самоуправления и создать вертикаль мэрий, однако большинство мэрий определились в пользу Леонида Кучмы. Позже Олейник вступил в Каневскую четвёрку и снял свою кандидатуру с выборов в пользу Марчука 27 октября.
Василий Онопенко
Василий Онопенко был выдвинут на пост президента Украинской социал-демократической партией и зарегистрирован решением ЦИК 20 мая 1999 года. Кандидат не имел шансов на выигрыш, так как у него не было ни финансовой основы, ни разветвлённой структуры партии. Фактически Онопенко мог рассчитывать на обретение известности в ходе кампании, так как мог оттянуть голоса сторонников Евгения Марчука, выступив с его критикой, так как последний был причастен к отстранению Онопенко от руководства СДПУ(о).

## Финансирование и освещение в СМИ
Согласно законодательству, каждый кандидат должен был собрать избирательный фонд для учёта всех пожертвований и расходов на предвыборную кампанию. Согласно отчёту о расходах кандидатов, опубликованному ЦИК, больше всего средств пошли на рекламу в СМИ (71 %), 53 % из которой была на телевидении.
В течение предвыборной кампании ОБСЕ осуществляло мониторинг четырёх национальных телеканалов с 27 сентября по 16 ноября. На всех них большую часть времени, отведённого кандидатам занял действующий президент. Также освещение президентской кампании Леонида Кучмы в подавляющем большинстве случаев было положительным, в то время как другие кандидаты получали негативное, нейтральное освещение или вовсе игнорировались телеканалами, которые были контролируемы прокучмовскими магнатами. Суммарно Кучма получил больше освещения в СМИ, чем все остальные кандидаты вместе взятые. Перед вторым туром поступали сообщения о том, что независимая региональная пресса испытывала трудности с печатанием своих статей, поскольку типографии либо отказывались их публиковать, либо задерживали публикацию. Во время кампании возникали газеты, созданные только для обслуживания нужд кандидатов и закрывались сразу после голосования.

## Разделение электората
Идейно-политический раскол украинского электората чётко проходил по территориям: основные избиратели левых доминировали в юго-восточной Украине, правые — на северо-западе. Основным оплотом правых была Галичина (Львовская, Тернопольская и Ивано-Франковская области), их результаты там по результатам разных выборов составляли от 70 % до 90 %, левые же получали минимальный результат по стране, менее 10 % голосов. Противоположные настроения были в Крыму, Луганской и Донецкой областях. Однако на выборах Кучму помимо правых избирателей поддержали также центристы и отчасти даже левые, что обусловило меньшую территориальную дифференциацию поддержки. Голосование правых за Кучму было вызвано не симпатией к кандидату, а тем что главный оппонент президента Пётр Симоненко имел имидж леворадикала.

## Социологические опросы
К концу второго года правления Кучмы рейтинги доверия к нему существенно снизились, к 1998 году кредит доверия был практически исчерпан, однако показатели доверия не являлись критерием, по которому можно было оценивать шансы кандидатов на победу. По данным социологических опросов в 1998 году наибольшие шансы выйти во второй тур имели Александр Мороз и Леонид Кучма, однако позже тенденция стала меняться и на место лидера Социалистической партии пришла Наталья Витренко, чей рейтинг рос в течение 1998 года и к достиг такого уровня, который позволял рассматривать её как реального претендента на выход во второй тур голосования. Рейтинг Мороза стал падать после того как он потерял должность спикера парламента и после покушения на Витренко, но позже восстановился.
| Проводил опрос/Кандидат                                                | Кучма | Мороз | Симоненко | Витренко | Марчук |
| Социс-Гэллап (март 1998)                                               | 10    | 6     | 5         | 6        | 2      |
| Социс-Гэллап (октябрь 1998)                                            | 15    | 7     | 4         | 6        | 2      |
| КМИС (октябрь 1998)                                                    | 11,4  | 9,8   | 6,7       | 9,1      | 2,5    |
| Социс-Гэллап (декабрь 1998)                                            | 15    | 8     | 6         | 10       | 2      |
| Социс-Гэллап (февраль 1999)                                            | 21    | 10    | 13        | 17       | 3      |
| Социс-Гэллап (апрель 1999)                                             | 17    | 10    | 8         | 19       | 4      |
| Социс-Гэллап (июнь 1999)                                               | 25    | 7     | 10        | 19       | 4      |
| КМИС (сентябрь 1999)                                                   | 15    | 11,6  | 9,9       | 6        | —      |
| ФГИ Архивная копия от 12 октября 2007 на Wayback Machine (ноябрь 1999) | 26    | 12,3  | 9,3       | 10       | 7      |
| IFES (1999)                                                            | 24    | 6     | 12        | 14       | 4      |

### Экзитполы
| Проводил опрос/Кандидат | Кучма | Симоненко | Витренко | Мороз | Марчук | Костенко | Никого не поддержали | Остальные кандидаты |
| КМИС, СОЦИС и СМ        | 40,2  | 21,6      | 11,5     | 9,1   | 8,9    | 2,8      | 2,5                  | 3,4                 |
| неизвестно              | 60    | 35        |          |       |        |          |                      |                     |

## Первый тур
Первый тур выборов состоялся 31 октября 1999. Основная борьба развязалась между действующим президентом Леонидом Кучмой и главой КПУ Петром Симоненко. Лидером первого тура стал Леонид Кучма, но он не преодолел барьер в 50 %, в связи с чем был назначен второй тур. Несмотря на отсутствие разделения страны на две части, президент получил наибольшее количество голосов в первом туре на Западе и в Киеве. У всех кандидатов кроме Марчука, Кучмы, Симоненко, Мороза и Витренко число подписей поданных за них превысило число избирателей, проголосовавших за их кандидатуры. В первом туре Кучма набрал 55,81 % голосов на западе, 29,97 % на востоке и 26,53 % в центре. Пётр Симоненко набрал соответственно 4,91 %, 39,45 % и 24,12 %. Неожиданностью первого тура стала высокая активность среди молодёжи. Кучма победил в 17 из 27 административно-территориальных единиц страны, Симоненко победил в промышленных регионах и в регионах с высокой долей русскоязычного населения.
| Кандидат                          | Голосов    | %        |
| --------------------------------- | ---------- | -------- |
| Леонид Кучма                      | 9 598 672  | 36,49 %  |
| Пётр Симоненко                    | 5 849 077  | 22,24 %  |
| Александр Мороз                   | 2 969 896  | 11,29 %  |
| Наталья Витренко                  | 2 886 972  | 10,97 %  |
| Евгений Марчук                    | 2 138 356  | 8,13 %   |
| Юрий Костенко                     | 570 623    | 2,17 %   |
| Геннадий Удовенко                 | 319 778    | 1,22 %   |
| Василий Онопенко                  | 124 040    | 0,47 %   |
| Александр Ржавский                | 96 515     | 0,37 %   |
| Юрий Кармазин                     | 90 793     | 0,35 %   |
| Виталий Кононов                   | 76 832     | 0,29 %   |
| Александр Базилюк                 | 36 012     | 0,14 %   |
| Николай Габер                     | 31 829     | 0,12 %   |
| Против всех                       | 477 019    | 1,81 %   |
| Недействительные голоса           | 1 038 749  | 3,95 %   |
| Всего                             | 26 305 198 | 100,00 % |
| Зарегистрировано избирателей/Явка | 37 498 630 | 70,15 %  |
| Источник:                         |            |          |

## Между турами
Во второй тур выборов вышли Пётр Симоненко и Леонид Кучма, большинство аналитиков сходятся во мнении, что эта ситуация была смоделирована искусственно, глава КПУ ассоциировался у большинства населения с реставрационными намерениями и вряд ли смог получить поддержку большей части населения. Также на стороне Кучмы была поддержка мирового сообщества, так как и Запад и Россия поддерживали именно действовавшего президента. Представители оппозиции, уверенные в обречённости Симоненко, пыталась убедить его снять свою кандидатуру, в этом случае во второй тур вышел бы Мороз, однако лидер коммунистов отверг это предложение. Позже депутаты в ходе антисимоненковской кампании говорили о миллионах долларов, которые он, по их словам, получил от штаба Кучмы. Ряд представителей президентского окружения ещё в начале кампании практически не скрывали, что второй тур в «формате» Кучма—Симоненко делает победу первого практически бесспорной. Поскольку в этом случае голоса всех противников коммунистической идеологии практически автоматически переходили к Кучме. На следующий день после оглашения результатов первого тура, Александр Мороз, Юрий Кармазин, Владимир Олейник, Николай Габер и Александр Базилюк обратились к населению с призывом голосовать за кандидата от КПУ. 10 ноября о поддержке Симоненко заявила лидер ПСПУ Наталья Витренко.
Ко второму туру в неопределённой ситуации оказались национал-демократы, так как и Геннадий Удовенко и Юрий Костенко потерпели поражение. Партия «Реформы и порядок» призвала голосовать против обоих кандидатов.
В первой половине ноября за закрытыми дверями произошла встреча Кучмы и Марчука. Результатом переговоров стало назначение последнего на должность секретаря СНБОУ за четыре дня до второго тура. Журналисты сравнивали этот ход президента с назначением в России генерала Александра Лебедя на аналогичную должность во время выборов 1996 года. Разница заключалась в том, что пост секретаря Совбеза на Украины был более весомым, чем в России. Именно голоса сторонников Марчука сыграли решающую роль в победе Кучмы.

## Второй тур
Второй тур выборов прошёл 14 ноября 1999 года. Победу на выборах одержал действовавший президент. По сравнению с первым туром в ряде западных и восточных регионах наблюдалось резкое повышение явки, в Закарпатской области данный показатель поднялся на 42 %, в Ивано-Франковской на 14,9 %, во Львовской на 12,2 %, в Тернопольской на 10,3 %, в Черновицкой на 9,8 %, в Донецкой на 20,9 %, в Крыму на 10,1 % и в Севастополе на 14,2 %. Перед вторым туром председатель Верховной Рады Александр Ткаченко сообщил, что шестеро выбывших кандидатов в президенты поддержат Петра Симоненко во втором. Также Ткаченко заявил, что лидер коммунистов имеет больше шансов на победу в повторном голосовании, чем Леонид Кучма. Во втором туре Кучма набрал 81,54 % на западе Украины, 48,25 % на востоке и 44,14 % в центре. Результат Петра Симоненко, соответственно составил 13,82 %, 45,72 % и 49,33 %. С точки зрения большинства экспертов, результат Симоненко намного превышал не только его личный рейтинг, но и рейтинг КПУ. Поэтому результат коммуниста показал не число его сторонников, а число непримиримых противников Кучмы.
| Кандидат                          | Голосов    | %        |
| --------------------------------- | ---------- | -------- |
| Леонид Кучма                      | 15 870 722 | 56,25 %  |
| Пётр Симоненко                    | 10 665 420 | 37,80 %  |
| Против всех                       | 970 181    | 3,44 %   |
| Недействительные голоса           | 706 161    | 2,50 %   |
| Всего                             | 28 212 484 | 100,00 % |
| Зарегистрировано избирателей/Явка | 37 680 581 | 74,87 %  |
| Источник:                         |            |          |

## Результаты голосования за кандидатов по регионам
В таблице представлены результаты кандидатов в президенты Украины по итогам первого и второго тура по регионам страны:
| Регион                     | 1 тур        | 1 тур          | 1 тур           | 1 тур            | 1 тур          | 2 тур        | 2 тур          |
|                            | Леонид Кучма | Пётр Симоненко | Александр Мороз | Наталья Витренко | Евгений Марчук | Леонид Кучма | Пётр Симоненко |
| -------------------------- | ------------ | -------------- | --------------- | ---------------- | -------------- | ------------ | -------------- |
| Автономная Республика Крым | 34,35        | 37,54          | 2,36            | 9,09             | 6,34           | 43,98        | 51,20          |
| Винницкая область          | 17,11        | 19,25          | 33,84           | 9,30             | 9,41           | 33,90        | 59,20          |
| Волынская область          | 51,43        | 5,21           | 4,20            | 11,40            | 14,22          | 75,44        | 19,19          |
| Днепропетровская область   | 39,1         | 28,9           | 10,0            | 9,8              | 2,1            | 56,4         | 38,1           |
| Донецкая область           | 32,0         | 39,4           | 6,3             | 11,5             | 2,0            | 53,0         | 41,2           |
| Житомирская область        | 30,9         | 21,9           | 19,2            | 10,6             | 4,3            | 48,1         | 45,9           |
| Закарпатская область       | 54,7         | 3,3            | 8,3             | 4,6              | 16,7           | 84,6         | 9,7            |
| Запорожская область        | 30,7         | 30,8           | 9,3             | 15,1             | 4,6            | 44,8         | 49,7           |
| Ивано-Франковская область  | 70,4         | 1,5            | 2,7             | 3,5              | 10,7           | 92,3         | 4,5            |
| Киевская область           | 36,5         | 9,1            | 21,3            | 14,1             | 7,6            | 58,5         | 34,3           |
| Кировоградская область     | 23,0         | 28,0           | 20,6            | 11,9             | 7,8            | 40,9         | 52,6           |
| Луганская область          | 28,6         | 47,2           | 5,8             | 8,4              | 1,9            | 40,7         | 53,9           |
| Львовская область          | 64,1         | 2,4            | 2,7             | 2,6              | 18,5           | 91,6         | 5,2            |
| Николаевская область       | 33,7         | 31,3           | 7,9             | 12,7             | 5,2            | 45,9         | 49,2           |
| Одесская область           | 36,9         | 24,8           | 8,4             | 11,5             | 6,3            | 52,8         | 40,6           |
| Полтавская область         | 19,6         | 21,8           | 26,2            | 14,1             | 5,4            | 35,2         | 57,7           |
| Ровненская область         | 45,8         | 4,9            | 7,6             | 8,2              | 12,3           | 76,5         | 17,2           |
| Сумская область            | 26,7         | 19,1           | 10,9            | 29,6             | 14,6           | 48,5         | 43,4           |
| Тернопольская область      | 69,4         | 1,4            | 2,1             | 2,9              | 4,6            | 92,2         | 4,8            |
| Харьковская область        | 28,1         | 32,9           | 8,0             | 10,4             | 11,0           | 46,6         | 46,5           |
| Херсонская область         | 30,2         | 35,1           | 11,5            | 10,1             | 2,3            | 41,9         | 52,9           |
| Хмельницкая область        | 30,3         | 14,4           | 15,1            | 14,6             | 14,1           | 51,0         | 42,0           |
| Черкасская область         | 20,6         | 19,0           | 20,3            | 14,6             | 14,4           | 40,0         | 52,3           |
| Черновицкая область        | 51,0         | 8,4            | 6,8             | 11,7             | 11,1           | 73,2         | 21,4           |
| Черниговская область       | 26,0         | 22,6           | 16,1            | 16,2             | 9,1            | 37,5         | 56,3           |
| Киев                       | 38,9         | 7,5            | 15,3            | 11,6             | 12,1           | 64,8         | 26,1           |
| Севастополь                | 34,5         | 34,3           | 2,9             | 13,0             | 5,4            | 50,2         | 43,7           |
| За пределами Украины       | 53,6         | 4,8            | 5,7             | 9,2              | 13,7           | 79,7         | 15,2           |
| Украина                    | 36,5         | 22,2           | 11,3            | 11,0             | 8,1            | 56,3         | 37,8           |

## Нарушения и фальсификации
Согласно данным ОБСЕ, первый тур президентских выборов прошёл мирно и упорядочено, несмотря на поступление сообщений о незначительных нарушениях на немногих избирательных участках. Во время второго тура нормы законодательства, однако, соблюдались не так строго, как в первом туре. Наблюдателями были зафиксированы случаи более серьёзных нарушений: так, на сельских избирательных участках Львовской области избиратели получали по несколько бюллетеней; также сообщалось о нарушениях принципов тайного голосования. По словам многих аналитиков, результаты выборов не отражали реальных настроений избирателей, так как, по их мнению, результаты коммунистов были завышены.

## После выборов
14 ноября Пётр Симоненко признал итоги выборов, но позже обратился в Верховный суд Украины с заявлением о признании недействительным постановления ЦИК о результатах голосования. Самая многочисленная на тот момент в Верховной Раде фракция коммунистов заявила о намерении заблокировать формирование нового правительства, если его вновь возглавит премьер-министр Валерий Пустовойтенко, по итогам голосования за его кандидатуру проголосовало 206 депутатов, чего было недостаточно. В итоге новым председателем правительства стал глава Нацбанка Виктор Ющенко. Помимо этого, Кучмой были уволены 16 губернаторов, 61 заместитель губернатора и 144 глав районных администраций в тех округах, где его результаты были неудовлетворительными.

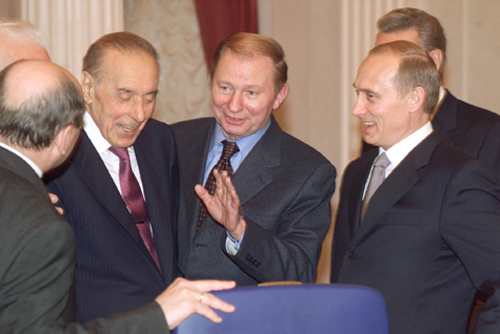
Леонид Кучма с президентами России Владимиром Путиным и Азербайджана Гейдаром Алиевым перед расширенным заседанием Совета глав государств СНГ (2000)

Инаугурация Леонида Кучмы состоялась 30 ноября. Из-за конфликта Кучмы с парламентом церемония прошла не в здании Верховной рады, а во дворце «Украина». Эта инаугурация стала первой, на которой избранный президент получил нагрудный знак, печать и булаву. Часть депутатов бойкотировала мероприятие и не пришла во дворец. На мероприятие прибыли президенты Беларуси Александр Лукашенко, Молдовы Пётр Лучинский, Азербайджана Гейдар Алиев, Узбекистана Ислам Каримов, Словакии Рудольф Шустер, Литвы Валдас Адамкус, Польши Александр Квасьневский, Турции Сулейман Демирель, премьер-министр России Владимир Путин, Казахстана Касым-Жомарт Токаев, экс-премьер-министр России Виктор Черномырдин, вице-президент Болгарии Тодор Кавалджиев, государственный министр Грузии Важа Лордкипанидзе, министр территориального управления и оперативных вопросов Армении Карен Арутюнян, глава РАО «Газпром» Рэм Вяхирев, руководитель правления РАО «ЕЭС России» Анатолий Чубайс, исполнительный секретарь СНГ Юрий Яров и его предшественник на посту Борис Березовский. Францию, Германию, Италию и Великобританию представляли послы. Со стороны США представителем стал заместитель министра энергетики Элизабет Моулер. Всего присутствовало более 20 высокопоставленных делегаций из разных стран мира, также были приглашены известные актёры, певцы и ведущие. В своей инаугурационной речи Кучма рассказал о своих основных задачах на посту президента страны и декларировал намерение вести Украину в направлении Европейского союза. В этот же день он вступил в должность. Кучма стал единственным президентом Украины, которому удалось избраться на этот пост дважды.
Осенью 2000 года бывший охранник Кучмы Николай Мельниченко выпустил в открытый доступ кассеты, которые, по его словам были записаны в кабинете президента: на аудиозаписи Кучма говорил о стратегии запугивания перед выборами. Скандал, начавшийся после этого, привёл к политическому кризису.

### Долгосрочные последствия
Победа Леонида Кучмы на президентских выборах усилила его контроль над украинской политикой. После голосования был ужесточён контроль над несколькими государственными институтами. Как и в России, выборы привели к большей концентрации власти в руках небольшого круга лиц и ещё меньшему влиянию верховенства закона на элиты. Голосование ознаменовало эрозию демократии в Украине. Период конца девяностых — начала нулевых годов стал поворотным для команды Кучмы, так как к этому моменту окончательно сформировались предпосылки «Оранжевой революции».
В 2011 году Александр Мороз заявил, что у Симоненко был прямой договор с Кучмой, одним из условий которого было обязательство первого не снимать свою кандидатуру с выборов ни при каких условиях.
В мае 2020 года зрители телепрограммы «Свобода слова Савика Шустера» приняли участие в опросе, и ответили, за кого они проголосовали бы, если бы все выборы президентов состоялись в тот момент. По итогам опроса Кучму бы поддержали 92,75 % проголосовавших, Петра Симоненко — 7,25 %.

### Комментарии
1. ↑  В избирательный блок входили Украинская республиканская партия[укр.], Украинская селянская демократическая партия[укр.], Христианско-народный союз и Социал-демократический союз[31]